# 滇南竹叶青
滇南竹叶青（学名：Trimeresurus guoi），一种分布于中国云南南部、越南、泰国和缅甸等地区的爬行动物，隶属于蝰科竹叶青蛇属。模式产地为中国云南江城县。种加词取自中国学者郭鹏的姓氏，以感谢其对中国竹叶青蛇分类研究的贡献。

## 形态特征
滇南竹叶青模式标本雄蛇全长655毫米，尾长142毫米。背部头部和身体呈深草绿，尾部具有一条深红色的纵向条纹；腹面为黄绿色。

## 保护
本种于2023年被收录入《有重要生态、科学、社会价值的陆生野生动物名录》。